# Charles Juseret
Charles Théodore Juseret (París, 24 de abril de 1892 - Ídem, 4 de septiembre de 1973) fue un ciclista belga, posteriormente nacionalizado francés que fue profesional entre 1916 y 1928. Participó en tres Tours de Francia y ganó la París-Bourges de 1917.

## Palmarés
- 1917
  - 1º en la París-Bourges
- 1923
  - 1º en la Burdeos-Marsella y vencedor de una etapa
  - Vencedor de una etapa en la Vuelta a Bélgica

### Resultados al Tour de Francia
- 1919. Abandona.
- 1920. Abandona.
- 1921. Abandona.